# Nykesha Sales
Nykesha Simone Sales (Bloomfield, 10 maggio 1976) è un'ex cestista statunitense, professionista nella WNBA.
É la sorella di Brooks Sales.

## Carriera
Con gli Stati Uniti ha disputato le Universiadi di Sicilia 1997.
Nel giugno del 2016 è stata assunta come vice-allenatore della University of Central Florida.

## Palmarès
- Campionessa NCAA (1995)
- All-WNBA Second Team (2004)
- Migliore nelle palle recuperate WNBA (2004)